# União da Vitória
União da Vitória ist ein brasilianisches Munizip im Süden des Bundesstaats Paraná. Es hatte 2021 geschätzt 58.298 Einwohner, die sich União-Vitorienser nennen. Seine Fläche beträgt 720 km². Es liegt 756 Meter über dem Meeresspiegel.

## Etymologie
Der Name stammt von der ersten Bezeichnung des Ortes: Entreposto de Nossa Senhora da Vitória. Das Lagerhaus war 1769 von Kapitän Antônio da Silveira Peixoto gegründet worden.
Nach der Entdeckung einer Furt in der Iguaçu-Schleife 1842 entwickelte sich ein Ort, der zunächst Porto União genannt wurde. Denn die Furt diente als Flussübergang für Herden und Handelszüge und der Hafen diente dem Umladen für Flusstransporte. Dieser Anschluss wurde genutzt für das Salz, das vom Rio da Areia und vom Rio Negro stammte und für das Vieh auf den Campos de Palmas bestimmt war.
Der Ort wurde 1855 in Porto União da Vitória, deutsch: Verbindungshafen Vitória, und 1877 in Freguesia de União da Vitória umbenannt.
Mit dem Grenzvertrag vom 7. September 1917 wurde die Stadt geteilt: Porto União auf der Seite von Santa Catarina und União da Vitória auf der Seite von Paraná.

## Geschichte

### Besiedlung
Die ersten Expeditionen in die Region fanden im Jahr 1726 statt. Sie hinterließen jedoch keine dauerhafte europäische Besiedlung. Damals war das Land von Botokuden und Kaingang dicht besiedelt. Mit der Entdeckung und Besetzung der Campos de Palmas ergab sich die Notwendigkeit, die Straße zwischen Palmas und Palmeira, wohin die Viehherden getrieben wurden, zu verkürzen.
Pedro Siqueira Cortes entdeckte am 12. April 1842 die Furt, die den Durchzug von Tropeiros ermöglichte.
Im Jahr 1881 kamen auf Initiative von Oberst Amazonas 24 deutsche Familien aus São Francisco do Sul (Santa Catarina) an die Ufer des Rio Iguaçu. Sie bildeten einen Kolonisationskern in der Region. In der Folgezeit kamen immer wieder neue Wellen deutscher Einwanderer aus Europa oder aus anderen Einwanderungszentren im Süden Brasiliens. Sie gründeten Schulen, Vereine und lutherische Gemeinden und bewahrten über die Jahre hinweg ihre kulturellen und religiösen Bräuche.
Die ersten Spuren italienischer Einwanderer in União da Vitória stammen aus dem Jahr 1882, als sie in der Schifffahrt und der Landwirtschaft tätig waren. Im Jahr 1897 ließen sich etwa neun italienische Familien auf der Fazenda Vila Zulmira nieder.
In zwei großen Wellen kamen 1890 bis 1896 und 1907 bis 1914 polnische Einwanderer. Sie waren es, die den Leiterwagen in Brasilien einführten.
Um 1892 kamen erstmals ukrainische Einwanderer hauptsächlich aus Galizien und der Bukowina. Bereits 1896 verteilte sich ein größeres Kontingent über den mittleren Iguaçu, vor allem in Mallet und Cruz Machado, Jangada, Legru und Nova Galícia. Weitere bedeutende Einwanderungszyklen folgten auf den Ersten und Zweiten Weltkrieg. Ihre Bräuche und Traditionen werden intensiv gepflegt. Sie geben ihre Feste, Folklore, Gastronomie und orthodoxe Religion von Generation zu Generation weiter.

### Wirtschaftsfaktor Iguaçu

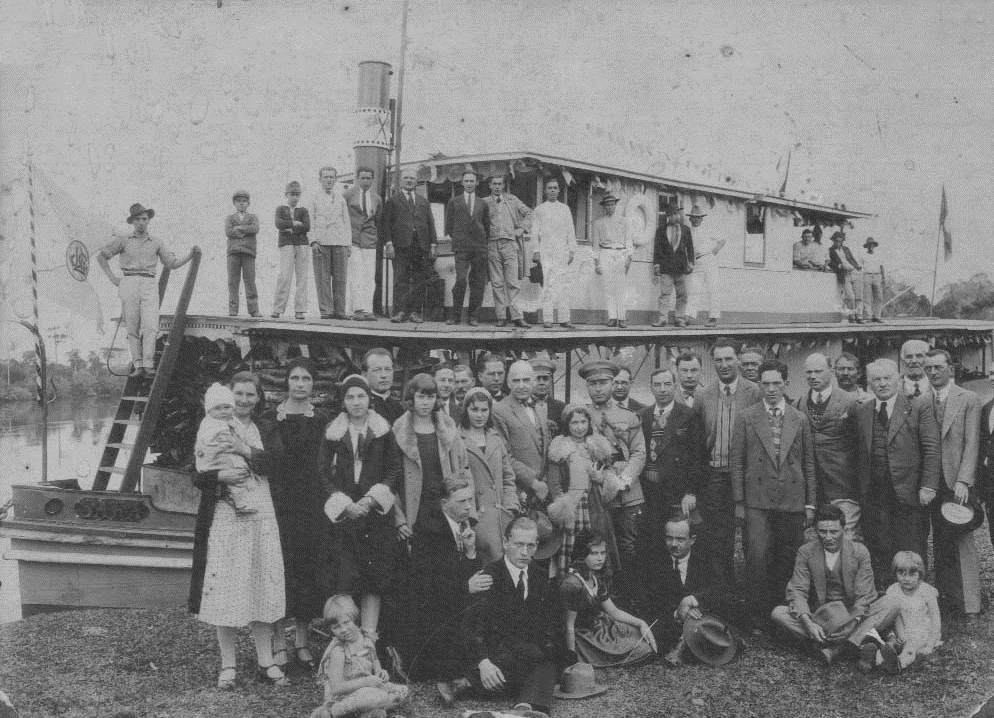
Dampfer Sara auf dem Iguaçu

1882 nahm Oberst Amazonas die Flussschifffahrt auf dem Iguaçu mit seinem Dampfer O Cruzeiro auf. Er transportierte 1884 den ersten Kessel für die Montage des ersten Sägewerks.
1907 wurde die Eisenbrücke der Estrada de Ferro São Paulo-Rio Grande über den Fluss gebaut.

### Guerra do Contestado
1896 zog ein Mönch namens João Maria durch die Gegend von União da Vitória. Er trat bei der Revolução Federalista 1893 an die Öffentlichkeit; er gehörte den Maragaten an und vertrat messianische Ansichten. In den Jahren 1912 bis 1916 verheerte der Aufstand der Guerra do Contestado das Gebiet.

### Teilung der Stadt

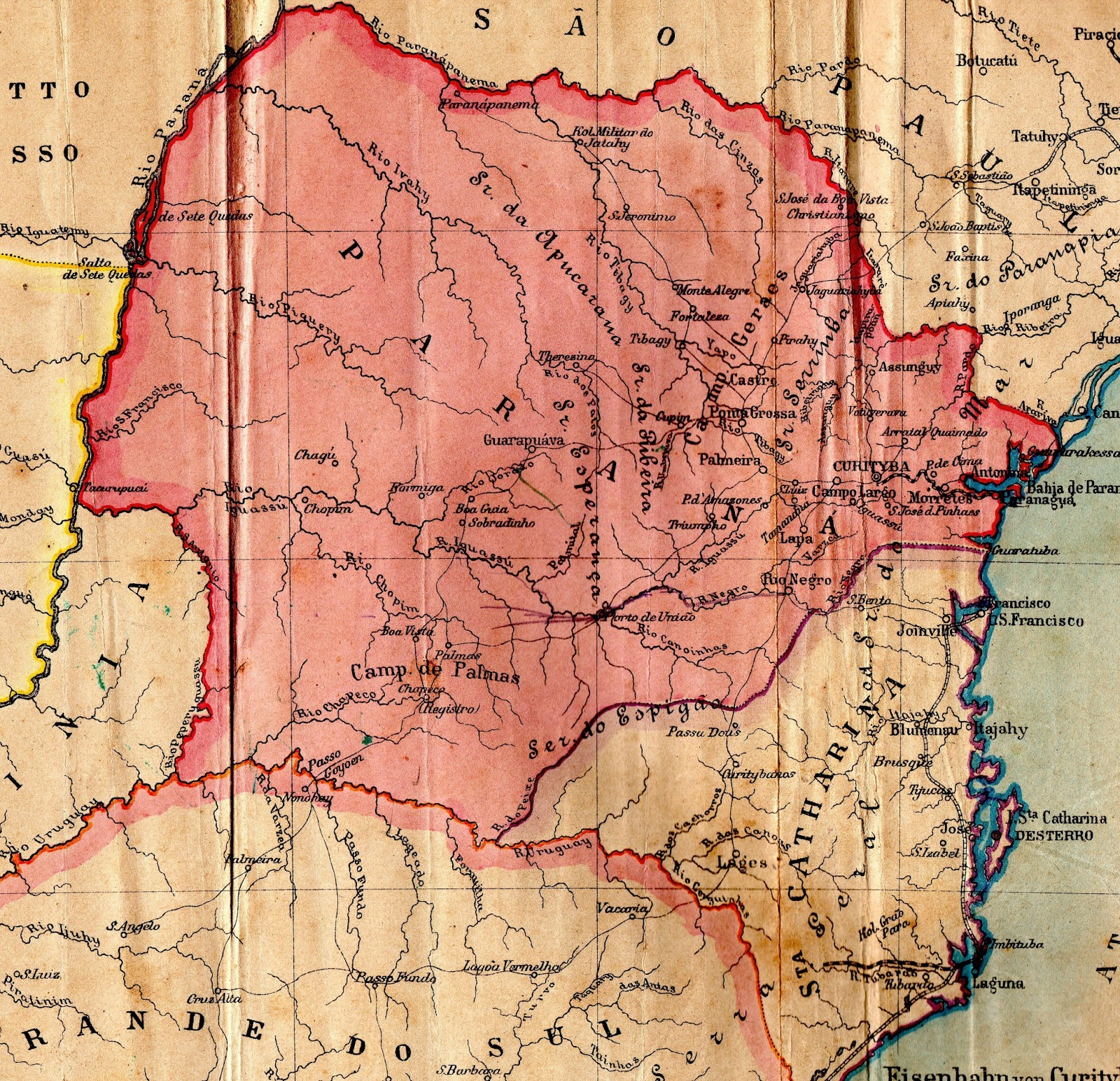
Provinz Paraná 1885, noch mit dem umstrittenen Gebiet (Contestado)

Mit dem Grenzvertrag zwischen Paraná und Santa Catarina wurde der seit der Gründung von Lages am 22. November 1776 schwelende Konflikt zwischen São Paulo (ab 1853 Paraná) und Santa Catarina gelöst. Das umstrittene Land (Contestado) zwischen dem Rio Iguaçu und dem Rio Uruguay hatte etwa 48.000 km2. Paraná verzichtete auf den südlichen Teil. Dabei wurden auch die Städte Rio Negro und União da Vitória geteilt.
Der südliche Teil von União da Vitória kam unter dem Namen Porto União zu Santa Catarina, während der andere Teil als União da Vitória bei Paraná verblieb.

### Erhebung zum Munizip
União da Vitória wurde durch das Staatsdekret Nr. 54 vom 27. März 1890 aus Palmas ausgegliedert und in den Rang einer Vila erhoben. Es wurde am 4. Mai 1890 als Munizip installiert.

## Geografie

### Fläche und Lage
União da Vitória liegt auf dem Segundo Planalto Paranaense (der Zweiten oder Ponta-Grossa-Hochebene von Paraná). Seine Fläche beträgt 720 km². Es liegt auf einer Höhe von 756 Metern.

### Vegetation
Das Biom von União da Vitória ist Mata Atlântica.

### Klima
Das Klima ist gemäßigt warm. Es werden hohe Niederschlagsmengen verzeichnet (1.455 mm pro Jahr). Im Jahresdurchschnitt liegt die Temperatur bei 17,3 °C. Die Klimaklassifikation nach Köppen und Geiger lautet Cfb.

### Gewässer
União da Vitória liegt im Einzugsgebiet des Rio Iguaçu. Die Kernstadt liegt in einer Flussschleife an dessen linkem, südlichem Ufer, während sich der ganz überwiegende Teil des Munizipgebiets rechtsufrig befindet. Der Fluss bildet die südliche Grenze des Munizips zum Schwestermunizip Porto União (SC) und zu Porto Vitória. Der Rio Vermelho fließt durch den südöstlichen Teil des Munizips und mündet gegenüber der Kernstadt in den Rio Iguaçu. Im westlichen Teil des Munizips fließt der Rio Tigre zum Rio Iguaçu.

### Straßen
União da Vitória ist über die BR-153 mit General Carneiro verbunden. In Richtung Osten führt die BR-476 (Rodovia do Xisto, deutsch: Schieferstraße) ins 243 km entfernte Curitiba.

### Nachbarmunizipien
| Cruz Machado               |                                             | Paulo Frontin |
| Porto Vitória und Bituruna | Kompassrose, die auf Nachbargemeinden zeigt | Paula Freitas |
|                            | Porto União (SC)                            |               |

## Stadtverwaltung
Bürgermeister: Bachir Abbas, PP (2021–2024)
Vizebürgermeister: Jairo Vicente Clivatti, PSDB (2021–2024)

## Demografie

### Bevölkerungsentwicklung
| Jahr | Einwohner | Stadt | Land |
| ---- | --------- | ----- | ---- |
| 1900 | 2.654     |       |      |
| 1920 | 10.527    |       |      |
| 1940 | 29.636    | 15 %  | 85 % |
| 1950 | 33.693    | 24 %  | 76 % |
| 1960 | 30.592    | 55 %  | 45 % |
| 1970 | 29.750    | 77 %  | 23 % |
| 1980 | 39.639    | 90 %  | 10 % |
| 1991 | 44.008    | 91 %  | 9 %  |
| 2000 | 48.522    | 94 %  | 6 %  |
| 2010 | 52.735    | 95 %  | 5 %  |
| 2021 | 58.298    |       |      |

Quelle: IBGE, bis 2010: Volkszählungen und für 2021: Schätzung

### Ethnische Zusammensetzung
| Gruppe * | 1991    | 2000    | 2010    | wer sich als …                                                                   |
| --- | ------- | ------- | ------- | -------------------------------------------------------------------------------- |
| Weiße | 80,0 %  | 80,1 %  | 74,9 %  | weiß bezeichnet                                                                  |
| Schwarze | 0,3 %   | 2,0 %   | 2,4 %   | schwarz bezeichnet                                                               |
| Gelbe | 0,2 %   | 0,1 %   | 0,5 %   | von fernöstlicher Herkunft wie japanisch, chinesisch, koreanisch etc. bezeichnet |
| Braune | 19,3 %  | 17,0 %  | 22,0 %  | braun oder als Mischung aus mehreren Gruppen bezeichnet                          |
| Indigene | 0,1 %   | 0,3 %   | 0,1 %   | Ureinwohner oder Indio bezeichnet                                                |
| ohne Angabe | 0,0 %   | 0,5 %   | 0,0 %   |                                                                                  |
| Gesamt | 100,0 % | 100,0 % | 100,0 % |                                                                                  |
| *) Das IBGE verwendet für Volkszählungen ausschließlich diese fünf Gruppen. Es verzichtet bewusst auf Erläuterungen. Die Zugehörigkeit wird vom Einwohner selbst festgelegt. |         |         |         |                                                                                  |

Quelle: IBGE (Stand: 1991, 2000 und 2010)

## Religion

Kathedrale Sagrado Coração de Jesus von União da Vitória

Seit 1976 ist die Stadt Sitz des römisch-katholischen Bistums União da Vitória. Bischofskirche ist die Catedral Sagrado Coração de Jesus (Herz-Jesu-Kathedrale).

## Söhne und Töchter
- Cyro Delgado (* 1961), Schwimmer

## Wirtschaft

### Kennzahlen
Mit einem Bruttoinlandsprodukt pro Einwohner von 27.892,18 R$ (rund 6.200 €) lag União da Vitória 2019 an 208. Stelle der 399 Munizipien Paranás.
Sein hoher Index der menschlichen Entwicklung von 0,740 (2010) setzte es auf den 54. Platz der paranaischen Munizipien.